# Sabal bermudana
Sabal bermudana là loài thực vật có hoa thuộc họ Arecaceae. Loài này được L.H.Bailey miêu tả khoa học đầu tiên năm 1934.